# Судска власт
Судска власт или јудикатива је једна од три основне гране власти и њен задатак је да примјењује и тумачи законе које је донијела законодавна власт (легислатива).
У либералним демократијама судска власт треба да има апсолутну независност од осталих грана власти. У САД, судска власт је одвојена од остале двије и постоји у облику Врховног суда (енгл. The Supreme Court). Неки теоретичари расправљају да извршна власт има утицаја на амерички Врховни суд јер председник Сједињених Америчких Држава лично бира судије. Међутим, противаргументи су да предсједник има право да бира судију тек када један од њих умре (судије у Врховном суду САД раде доживотно) и да нема право смјењивати судије које раде (начело сталности судијске функције).
Примјер, гдје у либералној демократији постоји мијешање нивоа власти је у Уједињеном Краљевству. Наиме, у Влади Уједињеног Краљевства постоји мјесто за лорда канцелара (енгл. Lord Chancellor), који је уједно и најстарији политички орган у држави (основан најкасније 1066. године, а вјероватно и раније). Проблем је у томе што је он шеф судства (има право да бира и отпушта све судије у држави), сједи у Дому лордова - горњем дому Парламента (законодавна власт) и има мјесто у Влади (извршна власт). Теоријски, он има већу политичку моћ од премијера (има и већу плату). Овај проблем мучи британску политичку јавност већ неко вријеме. Уједињено Краљевство, као једна од првих држава либералне демократије, себи не би смјела допустити то мијешање. Међутим, пошто су Британци традиционалисти овај проблем није лако ријешити (исти проблем је постојао са прихватањем евра). У јуну 2003. године Тони Блер, тадашњи премијер Уједињеног Краљевства, је најављивао да ће укинути функцију лорда канцелара и да ће на његово мјесто поставити британски Врховни суд. Противаргументи су били традиција, велики трошкови за изградњу Врховног суда итд.

## Историја

### Римско правосуђе

#### Архаично римско право (650–264. п. н. е.)
Најважнији део је био Ius Civile (латински за „грађанско право”). Ово се састојало од Mos Maiorum (латински за „пут предака”) и Leges (латински за „законе”). Mos Maiorum су била правила понашања заснована на друштвеним нормама које су годинама стварали претходници. Током 451–449. п. н. е., Mos Maiorum је записан на Дванаест таблица. Leges су била правила која су постављале вође, прво краљеви, касније народна скупштина током Републике. У овим раним годинама, правни процес се састојао од две фазе. Прва фаза, In Iure, био је судски процес. Неко би отишао до шефа правосудног система (у почетку свештеника пошто је закон био део религије) који би погледао правила која се примењују на случај. Странкама у предмету могли би да помогну правници. Затим би кренула друга фаза, Apud Iudicem. Случај би био стављен пред судије, који су били нормални римски грађани у непарном броју. Није било потребно искуство, јер су применљива правила већ била изабрана. Они би само морали да пресуде о случају.

#### Прекласично римско право (264–27. п. н. е.)
Најважнија промена у овом периоду била је промена са свештеника на претора као шефа правосудног система. Претор би такође доносио едикт у коме би прогласио нове законе или принципе за годину у којој је изабран. Овај едикт је познат и као преторијански закон.

#### Принципат (27. п. н. е. – 284)
Принципат је први део Римског царства који је започео Августовом владавином. Овај временски период је такође познат као „класично доба римског права“. У овој ери, преторов едикт је сада био познат као edictum perpetuum, што су били сви едикти које је Хадријан сакупио у једном едикту. Такође, појавио се нови судски процес: cognitio extraordinaria (латински за „ванредни процес“). Ово је настало захваљујући величини царства. Овај процес је имао само једну фазу, у којој је предмет био представљен професионалном судији који је био представник цара. Жалба је била могућа непосредном претпостављеном.
Током овог периода, почели су да се појављују правни стручњаци. Учили су право и били саветници цара. Такође им је било дозвољено да дају правне савете у име цара.

#### Доминат (284–565 AD)
Ово доба је такође познато као „посткласично доба римског права“. Најважнији правни догађај током ове ере била је Јустинијанова кодификација: Corpus Iuris Civilis. Ово је садржало сав римски закон.

### Средњи век
Током касног средњег века образовање је почело да расте. Првобитно образовање било је ограничено на манастире и опатије, али се проширило на катедрале и школе у градовима у 11. веку, стварајући на крају универзитете. Универзитети су имали пет факултета: уметнички, медицински, теолошки, канонско право и Ius Civile, или грађанско право. Канонско право или црквено право су закони које је створио папа, поглавар римокатоличке цркве. Последњи облик се називао и световно право, или римско право. Углавном се заснивало на Corpus Iuris Civilis, који је поново откривен 1070. Римско право се углавном користило за „световне“ послове, док је канонско право коришћено за питања везана за цркву.